# St Patrick’s Cathedral, East Melbourne
St Patrick's Cathedral (svenska: S:t Patricks domkyrka) är en katedral belägen i East Melbourne i Victoria i Australien som tillhör Romersk-katolska kyrkan.  Katedralen ritades av William Wardell. Katedralens 100-årsdag firades 1997.